# ピエトラヴァイラーノ
ピエトラヴァイラーノ（伊: Pietravairano）は、イタリア共和国カンパニア州カゼルタ県にある、人口約2,800人の基礎自治体（コムーネ）。

## 地理

### 位置・広がり

#### 隣接コムーネ
隣接するコムーネは以下の通り。
- バイア・エ・ラティーナ
- ピエトラメラーラ
- ラヴィスカニーナ
- リアルド
- ロッカロマーナ
- サンタンジェロ・ダリーフェ
- ヴァイラーノ・パテノーラ

### 気候分類・地震分類
ピエトラヴァイラーノにおけるイタリアの気候分類 (it) および度日は、zona D, 1555 GGである。
また、イタリアの地震リスク階級 (it) では、zona 2 (sismicità media) に分類される。